# Henric al V-lea de Bavaria
Henric (d. 1026), din familia de Luxemburg, a fost conte de Luxemburg (ca Henric I) de la 998 până la moarte și duce de Bavaria (ca Henric al V-lea) între 1004 și 1009 și de la 1016 până la moarte.
Henric a fost fiul lui Siegfried I, primul conte de Luxemburg, cu Hedwiga de Nordgau.
El a fost, de asemenea, protectorul abațiilor Sfântului Maximin din Trier și Sfântului Willibrord din Echternach, titluri ereditare în cadrul familiei sale.
În 1004, în urma Dietei de la Ratisbonna, el a dobândit stăpânirea asupra Bavariei din partea cumnatului său, împăratul Henric al II-lea. Intrat într-o dispută cu împăratul în 1009, el a fost vreme de opt ani îndepărtat de la conducerea Bavariei, fiind reinstalat în 1017.
Henric nu a fost căsătorit niciodată, iar comitatul său a trecut în posesia nepotului său de frate, Henric, în vreme ce Bavaria a revenit noului împărat, Conrad al II-lea, care l-a încredințat fiului său, viitorul împărat Henric al III-lea.
1. 1 2  The Peerage